# Actie van 23 augustus 1891

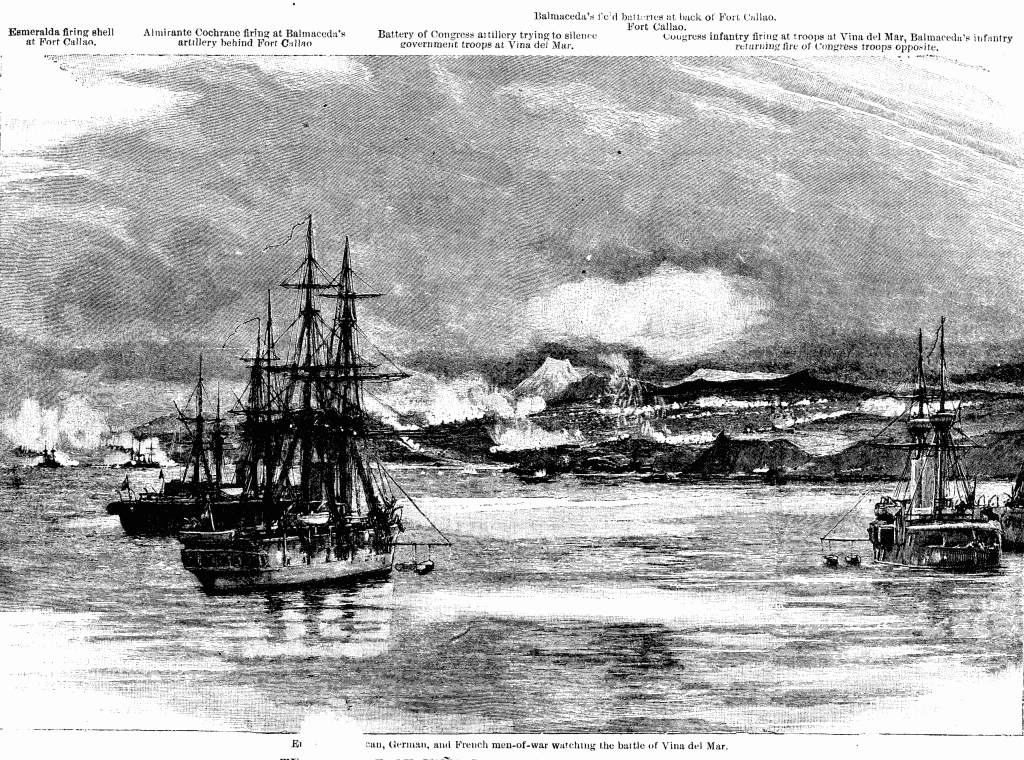
Slag bij Viña del Mar: De Esmeralda en Almirante Cochrane bestoken het fort Callao

De Slag bij Viña del Mar of Actie van 23 augustus 1891 (Spaans: Acción del 23 de agosto de 1891) vond op 23 augustus 1891 plaats tijdens de Chileense Burgeroorlog.
Nadat het rebellenleger onder kolonel Estanislao del Canto de regeringstroepen van generaal Orozimbo Barbosa had verslagen aan de monding van de rivier de Aconcagua, was men van plan om door te stoten naar de havenstad Valparaíso, een van de belangrijkste bolwerken van het regeringsleger. De opmars werd echter gestuit toen het regeringsleger werd versterkt door militairen die uit het zuiden per spoor werden aangevoerd. Het regeringsleger stond wederom onder bevel van kolonel Barbosa en was van plan het aankomende rebellenleger vanuit het fort Callao bij Viña del Mar tegen te houden.
De slag bij Viña del Mar vond plaats in de ochtend van 23 augustus toen de artillerie van de rebellen het vuur opende op de regeringstroepen. Zij werden bij hun aanval vanaf zee gesteund door de kruiser Esmeralda en de torpedoboot Almirante Cochrane. Hoewel de Esmeralda en de Cochrane het grootste deel van de batterijen in het fort Callao onschadelijk wisten te maken, slaagden de rebellen er niet in om Viña del Mar in te nemen. In plaats daarvan maakten zij zich meester van de spoorweg een paar kilometer landinwaarts (waardoor nieuwe aanvoer voor het regeringsleger niet meer mogelijk was) en trokken met een boog om Viña del Mar heen en gingen alsnog in de richting van Valparaíso. Op 24 augustus waren de meeste rebellen op weg naar de voornaamste havenstad van het land.